# Anna Branzoni
Anna Branzoni (Erba, 1º aprile 1925 – gennaio 1961) è stata una cestista e allenatrice di pallacanestro italiana.
Ha giocato l'Europeo 1950 con la Nazionale.

## Statistiche

### Cronologia presenze e punti in Nazionale
| Cronologia completa delle presenze e dei punti in Nazionale - Italia | Cronologia completa delle presenze e dei punti in Nazionale - Italia | Cronologia completa delle presenze e dei punti in Nazionale - Italia | Cronologia completa delle presenze e dei punti in Nazionale - Italia | Cronologia completa delle presenze e dei punti in Nazionale - Italia | Cronologia completa delle presenze e dei punti in Nazionale - Italia | Cronologia completa delle presenze e dei punti in Nazionale - Italia | Cronologia completa delle presenze e dei punti in Nazionale - Italia |
| Data                                                                 | Città                                                                | In casa                                                              | Risultato                                                            | Ospiti                                                               | Competizione                                                         | Punti                                                                | Note                                                                 |
| -------------------------------------------------------------------- | -------------------------------------------------------------------- | -------------------------------------------------------------------- | -------------------------------------------------------------------- | -------------------------------------------------------------------- | -------------------------------------------------------------------- | -------------------------------------------------------------------- | -------------------------------------------------------------------- |
| 09/01/1948                                                           | Parigi                                                               | Francia                                                              | 35 - 22                                                              | Italia                                                               | Amichevole                                                           | 0                                                                    | [ 2 ]                                                                |
| 20/03/1949                                                           | Modena                                                               | Italia                                                               | 12 - 30                                                              | Francia                                                              | Amichevole                                                           | 0                                                                    | [ 2 ]                                                                |
| 02/01/1950                                                           | Nizza                                                                | Francia                                                              | 18 - 21                                                              | Italia                                                               | Amichevole                                                           | 5                                                                    | [ 2 ]                                                                |
| 14/05/1950                                                           | Budapest                                                             | Italia                                                               | 71 - 17                                                              | Paesi Bassi                                                          | EuroBasket 1950 - Preliminari                                        | 4                                                                    | [ 2 ]                                                                |
| 15/05/1950                                                           | Budapest                                                             | Cecoslovacchia                                                       | 40 - 34                                                              | Italia                                                               | EuroBasket 1950 - Preliminari                                        | 0                                                                    | [ 2 ]                                                                |
| 16/05/1950                                                           | Budapest                                                             | Italia                                                               | 61 - 18                                                              | Svizzera                                                             | EuroBasket 1950 - Preliminari                                        | 0                                                                    | [ 2 ]                                                                |
| 17/05/1950                                                           | Budapest                                                             | Italia                                                               | 39 - 20                                                              | Polonia                                                              | EuroBasket 1950 - Girone finale                                      | 0                                                                    | [ 2 ]                                                                |
| 18/05/1950                                                           | Budapest                                                             | Ungheria                                                             | 29 - 28                                                              | Italia                                                               | EuroBasket 1950 - Girone finale                                      | 0                                                                    | [ 2 ]                                                                |
| 19/05/1950                                                           | Budapest                                                             | Unione Sovietica                                                     | 65 - 16                                                              | Italia                                                               | EuroBasket 1950 - Girone finale                                      | 1                                                                    | [ 2 ]                                                                |
| 20/05/1950                                                           | Budapest                                                             | Francia                                                              | 63 - 51                                                              | Italia                                                               | EuroBasket 1950 - Girone finale                                      | 3                                                                    | [ 2 ]                                                                |
| 03/03/1951                                                           | Bruxelles                                                            | Belgio                                                               | 41 - 54                                                              | Italia                                                               | Amichevole                                                           | 8                                                                    | [ 3 ]                                                                |
| 24/03/1951                                                           | Bari                                                                 | Italia                                                               | 45 - 36                                                              | Francia                                                              | Amichevole                                                           | 5                                                                    | [ 3 ]                                                                |
| 04/06/1951                                                           | Nizza                                                                | Italia                                                               | 47 - 32                                                              | Paesi Bassi                                                          | Torneo amichevole                                                    | 3                                                                    | [ 3 ]                                                                |
| 05/06/1951                                                           | Nizza                                                                | Italia                                                               | 41 - 40                                                              | Belgio                                                               | Torneo amichevole                                                    | 0                                                                    | [ 3 ]                                                                |
| 06/06/1951                                                           | Nizza                                                                | Italia                                                               | 25 - 18                                                              | Austria                                                              | Torneo amichevole                                                    | 0                                                                    | [ 3 ]                                                                |
| 07/06/1951                                                           | Nizza                                                                | Italia                                                               | 49 - 19                                                              | Svizzera                                                             | Torneo amichevole                                                    | 0                                                                    | [ 3 ]                                                                |
| 10/06/1951                                                           | Nizza                                                                | Francia                                                              | 44 - 38                                                              | Italia                                                               | Torneo amichevole                                                    | 1                                                                    | [ 3 ]                                                                |
| 05/03/1952                                                           | Bordeaux                                                             | Francia                                                              | 56 - 41                                                              | Italia                                                               | Amichevole                                                           | 2                                                                    | [ 3 ]                                                                |
| 29/03/1952                                                           | Bologna                                                              | Italia                                                               | 56 - 29                                                              | Belgio                                                               | Amichevole                                                           | 4                                                                    | [ 3 ]                                                                |
| Totale                                                               |                                                                      | Presenze                                                             | 18                                                                   |                                                                      | Punti                                                                | 36                                                                   |                                                                      |

## Palmarès
- Campionato italiano: 3
Comense Como: 1949-50, 1950-51, 1951-52, 1952-53[4]